# Jusuf Salman Jusuf
Jusuf Salman Jusuf, ps. Fahd (z ar. Leopard; ur. 1901 w Bagdadzie, zm. 1949) – iracki polityk, współtwórca i przywódca Irackiej Partii Komunistycznej.

## Życiorys
Pochodził z chrześcijańskiej rodziny wywodzącej się z północnego Iraku. Urodził się w Bagdadzie, następnie jego rodzina przeniosła się do Basry, gdzie ukończył szkołę syryjską, a następnie amerykańską.
W 1935 współtworzył Iracką Partię Komunistyczną i wszedł do jej Komitetu Centralnego. Gdy nielegalnie istniejąca partia została wykryta i poddana rządowym represjom, Jusuf Salman Jusuf wyjechał do Syrii, a następnie do Libanu, gdzie nawiązał kontakty z miejscowymi organizacjami o podobnym profilu politycznym. Następnie udał się do Francji, a stamtąd do ZSRR, gdzie uczył się w szkole prowadzonej przez Komintern. W 1937 przybył ponownie do Iraku i brał udział w reorganizacji partii. Organizację osłabiała rywalizacja wewnętrzna o przywództwo; Salman Jusuf cieszył się w niej poparciem ZSRR, co umożliwiło mu pogodzenie walczących frakcji i objęcie kierownictwa. Będąc od 1941 sekretarzem generalnym Fahd uczynił z partii dobrze zorganizowane i aktywne ugrupowanie, w ramach którego działali szyici, Żydzi i chrześcijanie i która była popierana przez znaczny odsetek inteligentów. Salman Jusuf starał się poszerzyć bazę partyjną o robotników kolejowych i naftowych, pracowników portu w Basrze i mieszkańców mniejszych miast. Utworzył pierwsze organizacje komunistyczne w sektorze edukacji oraz w mniejszym stopniu w wojsku.
Został aresztowany w końcu 1946 i w czerwcu roku następnego skazany na karę śmierci, którą zamieniono mu na dożywotnie pozbawienie wolności. W lutym 1949 postępowanie w jego sprawie zostało wznowione przed sądem wojskowym na podstawie zeznań innych aresztowanych komunistów, wymuszonych podczas przesłuchań. Oskarżono go o kierowanie działalnością antypaństwową z więzienia. Po raz drugi skazany na śmierć, został stracony publicznie kilka dni później. Jego egzekucja stanowiła część kampanii przeciwko komunistom i ich sympatykom zorganizowana przez premiera Nuriego as-Sa’ida.